# 第63回NHK紅白歌合戦
『第63回NHK紅白歌合戦』（だいろくじゅうさんかいエヌエイチケイこうはくうたがっせん）は、2012年（平成24年）12月31日（JST、以下同じ）に放送された通算63回目のNHK紅白歌合戦である。

## 放送まで
2012年9月6日
NHK会長の松本正之の定例記者会見の席にて放送の概要が公表された。4時間30分の放送時間は第60回（2009年）、前回と並ぶ史上最長タイである。松本はこの席で「2013年が、日本が前に向かって力強く、あらためて進み出す年となることを願い、今年の紅白は、すばらしい歌手の歌の力で、日本人が自信を持って新たな一歩を踏み出そうというメッセージを伝える番組とする」と番組制作のアウトラインを表明。なお松本はアウトラインの表明時、この年のロンドンオリンピックにおける日本人選手の活躍を引き合いに出しており、複数のスポーツ新聞が紅白歌合戦におけるオリンピック選手の何らかの形での登場をこの段階で予想していた。
2012年9月27日
この日行われた記者会見において、今回のテーマが発表された。テーマは「ニッポン ラララ♪ 歌で 会いたい。」。テーマ設定の理由について、チーフプロデューサーの原田秀樹はオリコンのインタビューにおいて、東日本大震災（東北地方太平洋沖地震）などがあった前回のテーマを「新年に良いことがありますように」とのメッセージを込めて設定したことに触れた上で「その後の1年間を振り返ると、日本中がとても頑張ったと思います。なので最後の1日は、新しい人や新しい歌、さらには新しい自分に出会えるような場を作りたいと思って、今年は『歌で 会いたい。』に決めました。そんな気持ちで新しい1年を迎えられたら、また未来への明るい希望が見えてくるのではないかと。」と語っている。また、NHK会長の松本正之は「昨年から引き続き、震災復興がテーマになる」と述べている。
同じ記者会見において、今回の「紅白応援隊」も発表された。メンバーは前回同様、テリー伊藤とAKB48であり、テリーは5年連続、AKB48は2年連続での担当となった。今回を最後に第58回（2007年）から設けられていた「紅白応援隊」は撤廃された。
2012年10月16日
今回の司会者として、紅組司会を堀北真希、白組司会を嵐、総合司会を有働由美子が務めることがそれぞれ発表された。司会発表はNHKホール前の屋外特設会場で行われ、屋外で司会発表が行われるのは史上初となった。担当プロデューサーは司会の発表がこの日になった理由について、「連続テレビ小説『梅ちゃん先生』の収録が終わった堀北と嵐のスケジュールを1時間程頂くのが本当に難しく、たまたまピンポイントで空いたため」とした。また、司会者の発表日は第60回および第61回（2010年）が11月3日、前回が10月19日、今回が10月16日と少しずつ早まっており、NHK担当者はこのことについて「堀北と嵐、それに紅白応援団に決まっているAKB48を前面に出して、1日も早くPRを始めて視聴率を上積みしたいというのが現場の本音でしょう」と語っている。
2012年11月26日
今回の出場歌手が発表された。
直前に発生した当時NHKアナウンサー（東京アナウンス室）の森本健成の不祥事での逮捕という一件の煽りを受ける形で、出場歌手発表が多少なりとも遅れる可能性があるとも言われていた。
2012年12月6日
当日のテレビ副音声『紅白ウラトークチャンネル』の出演者にテリー伊藤と小松宏司。ラジオ中継実況担当に青井実と橋本奈穂子が決定したことが発表された。
2012年12月12日
紅組の特別歌手としてMISIAが生中継で歌唱することが明らかになった。テレビの音楽番組への出演はMISIAにとって実質的に初めてで、中継はナミビア・ナミブ砂漠で行われる。このことは紅白歌合戦の特別企画の第1弾として発表されている。
2012年12月16日
西田敏行や中村雅俊、森公美子、サンドウィッチマン、荒川静香ら東北に縁の深いゲストが登場し、同局の東日本大震災（東北地方太平洋沖地震）復興支援ソング「花は咲く」を大合唱することが発表された。紅組司会の堀北真希がプレゼンターを務める特別企画として放送され、堀北が被災地を訪ねた際の写真も紹介される。ピアニストの辻井伸行、同楽曲を作曲した菅野よう子も出演する。このことは紅白歌合戦の特別企画の第2弾として発表されている。以後、紅白内で同曲が毎年歌唱されている。
2012年12月18日
出場歌手（特別ゲスト出演は除く）の曲目が発表された。
白組司会である嵐のメンバーそれぞれが各界の第一人者と対談するという企画が発表された。このことは紅白歌合戦の特別企画の第3弾として発表されている。
2012年12月21日
白組の特別歌手として矢沢永吉が生出演で歌唱することが発表された。紅白出演は第60回以来3年ぶり2回目である。このことは紅白歌合戦の特別企画の第4弾として発表されている。
2012年12月24日
ゲスト審査員と企画ゲストが発表された。
2012年12月25日
曲順が発表された。
2012年12月29日・30日
リハーサルが行われた。
2012年12月31日
本番を迎えた。

## 当日のステージ
従来の紅白では三原綱木とザ・ニューブリードおよび東京放送管弦楽団による生演奏が行われていたが、今回は生演奏を行わず、バンド等を除き事前に録音した伴奏を用いた。
また、主な演出装置としてペンライト、LEDライト、リアルタイムARシステムが使用された。

### 前半
- 川井憲次が作曲した「Meet the Music」のオープニングテーマでスタート[34]。
- ゴールデンボンバーは、注目されていた下ネタを封印し、ダンサー、ゲスト審査員、果ては観客席も樽美酒研二のお面を被り、ステージを白く染めた[35]。このパフォーマンスは、バンダイナムコゲームス『太鼓の達人』にも反映されている。
- ゴールデンボンバーのステージ後に総合司会の有働由美子によりゲスト審査員の紹介が行われた。その際、有働はゲスト審査員一同に「お面を外してください」と注文した。
- 藤あや子は18回目の出場で初めて洋服姿で歌唱した。また、藤の歌唱時には、歌唱曲「わすれない」が主題歌となっているアニメ『リトル・チャロ〜東北編〜』の映像がバックに映し出された[36]。

### 後半
- ももいろクローバーZは2008年の結成以来、目標にし続けてきた紅白での悲願のステージとなった（後述の、選考を巡っての節も参照）。前半の「サラバ、愛しき悲しみたちよ」では"モノクロ"の衣装で登場。5色の衣装にチェンジした後半の「行くぜっ!怪盗少女」では、共に紅白という夢を目指してきたものの前年に脱退した早見あかりに敬意を表し、詞に「あかり」の名が入っている6人バージョンの歌詞を5人で歌ったことが、ファンの間で大きな話題となった。またステージ終了後、舞台裏でメンバーは号泣したという[37]。
- AKB48は、歌唱終了後に「日本ラララ」→「がんばろう」の人文字を作り上げた[38]。またステージではメンバーが早着替えを行い、成功した[39]（失敗すればポロリもあるとしていた。リハーサルでは高橋みなみは着替えに失敗した[40]）。
- きゃりーぱみゅぱみゅの曲紹介時、SMAPの中居正広が司会席に登場し、堀北と会話した後、関西テレビ・フジテレビ系列『SMAP×SMAP』のコントキャラクターである同じくSMAPの稲垣吾郎が扮した「ごりーぱみゅぱみゅ」が登場[41]、彼女の曲紹介をしようとしたが上手く言えなかった[42]。
- 白組司会の嵐の歌唱前にゲスト審査員の綾瀬はるかが司会席に登場し、堀北と共に嵐の曲紹介を行った[43]。なお、綾瀬と嵐は翌年の第64回で両組司会同士となった。
- 美輪明宏は、黒髪の鬘と黒の衣装を纏い「ヨイトマケの唄」を歌唱した[44]。
- 和田アキ子は、紅白司会経験者として、この年亡くなった森光子と18代中村勘三郎（両者とも、司会経験があった）を追悼し、健在時の二人の映像をバックに歌唱した[45]。
- ナミビア・ナミブ砂漠からの中継で歌唱した特別出場歌手のMISIAの歌唱終了後に、現地の子供達による「HAPPY NEW YEAR」の横断幕が掲げられた[46][47]。なお、この中継に5000万の費用が掛けられた。
- プリンセス プリンセスは、1年間限定で再結成し、紅白にて1年間の活動に終止符を打った。
- 石川さゆりは、荒木飛呂彦のイラストをバックに歌唱[48]。
- 紅組トリのいきものがかりは、ロンドンオリンピックのVTRをバックにNHK中継テーマ曲「風が吹いている」を披露した[49]。
- 白組トリおよび大トリのSMAPは、「Moment」、「さかさまの空」を歌唱した。堀北主演の『梅ちゃん先生』主題歌である「さかさまの空」の途中では同曲を口ずさむ堀北の姿が映された。
- 集計中に有働が岸谷香に「全国の皆さんに何かないか」と問いかける場面があった。後に岸谷は（有働に）不意を突かれたことを伝えると同時に「バンド人生30年の歴史上、一番焦ったかも」と当時の心境を綴った[50]。
- 第61回から、エンディングの蛍の光のアレンジの終結に使われてきた3連音は、今回を最後に5年後の第68回まで使われなくなった。

### 結果
最終審査の得票数による審査の結果351,942対318,625で白組が2年ぶりに優勝。これで通算成績は、白組34勝、紅組29勝となった。嵐の5人を代表してリーダーの大野が吉田沙保里から優勝旗を授与された。
デジタルTV審査員のみ紅組優勢だったが、それ以外で白組が圧倒したことが勝敗の決め手となった。
なお、ゲスト審査員の投票は7対3で白組が優勢。

## 出場歌手
紅組、      白組、      特別企画、      初出場、      返り咲き。
| 曲順 | 組   | 歌手名                 | 回 | 曲目                                |
| ---- | ---- | ---------------------- | -- | ----------------------------------- |
| 1    | 紅   | 浜崎あゆみ             | 14 | 2012 A SPECIAL メドレー             |
| 2    | 白   | NYC                    | 4  | NYC紅白メドレー                     |
| 3    | 紅   | SKE48                  | 初 | パレオはエメラルド                  |
| 4    | 白   | ゴールデンボンバー     | 初 | 女々しくて                          |
| 5    | 白   | AAA                    | 3  | 777 〜We can sing a song!〜         |
| 6    | 紅   | 中島美嘉               | 9  | 初恋                                |
| 7    | 白   | 三代目 J Soul Brothers | 初 | 花火                                |
| 8    | 紅   | 水樹奈々               | 4  | BRIGHT STREAM                       |
| 企画 | 企画 |                        |    | 「歌で 会いたい。」ドリームステージ |
| 9    | 白   | FUNKY MONKEY BABYS     | 4  | サヨナラじゃない                    |
| 10   | 紅   | 藤あや子               | 18 | わすれない                          |
| 11   | 白   | HY                     | 2  | いちばん近くに                      |
| 12   | 紅   | 水森かおり             | 10 | ひとり長良川                        |
| 13   | 白   | ナオト・インティライミ | 初 | Brave                               |
| 14   | 紅   | 倖田來未               | 8  | Go to the top                       |
| 15   | 白   | 細川たかし             | 36 | 浪花節だよ人生は                    |
| 16   | 紅   | 香西かおり             | 16 | 酒のやど                            |
| 17   | 白   | ポルノグラフィティ     | 11 | カゲボウシ                          |
| 18   | 紅   | 西野カナ               | 3  | GO FOR IT!!                         |
| 19   | 白   | 舘ひろし               | 2  | 嵐を呼ぶ男                          |
| 20   | 紅   | 伍代夏子               | 19 | 恋ざんげ                            |
| 21   | 白   | 森進一                 | 45 | 冬のリヴィエラ                      |
| 22   | 紅   | 絢香                   | 6  | はじまりのとき                      |
| 企画 | 企画 |                        |    | 花は咲く                            |

| 曲順 | 組   | 歌手名                | 回 | 曲目                                     |
| ---- | ---- | --------------------- | -- | ---------------------------------------- |
| 23   | 白   | 関ジャニ∞             | 初 | 初紅白!! 全力前進ジャジャジャジャーン!!! |
| 24   | 紅   | ももいろクローバーZ   | 初 | ももいろ紅白だZ!!                        |
| 25   | 白   | TOKIO                 | 19 | KIBOU                                    |
| 26   | 紅   | Perfume               | 5  | Spring of Life                           |
| 27   | 白   | コブクロ              | 7  | 紙飛行機                                 |
| 28   | 紅   | AKB48                 | 5  | AKB48 紅白2012 SP 〜第2章〜              |
| 29   | 白   | 郷ひろみ              | 25 | デンジャラー☆                            |
| 30   | 紅   | aiko                  | 11 | くちびる                                 |
| 31   | 白   | 五木ひろし            | 42 | 夜明けのブルース                         |
| 32   | 紅   | きゃりーぱみゅぱみゅ  | 初 | 紅白2012きゃりーぱみゅぱみゅメドレー     |
| 企画 | 企画 | 嵐                    |    | ふるさと                                 |
| 33   | 白   | 徳永英明              | 7  | 上を向いて歩こう                         |
| 34   | 紅   | 由紀さおり            | 13 | 夜明けのスキャット                       |
| 35   | 白   | 斉藤和義              | 初 | やさしくなりたい                         |
| 36   | 紅   | 天童よしみ            | 17 | ソーラン祭り節                           |
| 37   | 紅   | YUI                   | 初 | Good-bye days                            |
| 38   | 白   | 氷川きよし            | 13 | 櫻                                       |
| 39   | 紅   | 坂本冬美              | 24 | 夜桜お七                                 |
| 40   | 白   | 嵐                    | 4  | New Year's Eve Medley 2012               |
| 41   | 白   | 美輪明宏              | 初 | ヨイトマケの唄                           |
| 42   | 紅   | 和田アキ子            | 36 | 愛、とどきますか                         |
| 企画 | 企画 | MISIA                 | 初 | Everything                               |
| 企画 | 企画 | MISIA                 | 初 | 明日へ                                   |
| 企画 | 企画 | 矢沢永吉              | 2  | IT'S UP TO YOU!                          |
| 43   | 白   | EXILE                 | 8  | Rising Sun                               |
| 44   | 紅   | YUKI                  | 初 | プリズム                                 |
| 45   | 白   | 福山雅治              | 5  | Beautiful life                           |
| 46   | 紅   | プリンセス プリンセス | 初 | Diamonds                                 |
| 47   | 紅   | 石川さゆり            | 35 | 天城越え                                 |
| 48   | 白   | 北島三郎              | 49 | 風雪ながれ旅                             |
| 49   | 紅   | いきものがかり        | 5  | 風が吹いている                           |
| 50   | 白   | SMAP                  | 20 | SMAP 2012'SP                             |

### 選考を巡って

#### 選出
初出場となったのは12組。そのうち紅組はSKE48、きゃりーぱみゅぱみゅ、プリンセス プリンセス、ももいろクローバーZ、YUI、YUKIの6組であり、白組は関ジャニ∞、ゴールデンボンバー、斉藤和義、三代目J Soul Brothers、ナオト・インティライミ、美輪明宏の6組である。
- ももいろクローバーZは、2008年の結成後、路上ライブを行っていた代々木公園がNHKホールに隣接していたため、「紅白歌合戦への出場」という夢を抱き続けてきた[52]。2010年のメジャーデビュー発表会見では、紅白とともに日本武道館でのライブ開催を目標として宣言。長く愛されるグループとして前述の嵐やSMAP、ザ・ドリフターズのような存在を女性グループとして目指し始めた[53]。その後、2011年にさいたまスーパーアリーナでの公演を行い、客席数に関しては武道館の目標をクリア[54]。この年には、アルバム『バトル アンド ロマンス』がCDショップ大賞を受賞（全国の店員が年一度投票、全発売CDから選出）。アイドルとしては初の快挙となり、グループの存在が一般的に知られるきっかけとなった[55]。そして同年には男性・女性客限定の各ライブを実際に武道館で実現し、大みそかには悲願であった紅白歌合戦出場を果たした[56]。

事前に出場が内定したという報道があり、それを否定する所属事務所のコメントがあったものの最終的には初出場が決定した。日刊スポーツの記事は、2012年10月23日までにももいろクローバーZの出場が内定していたことを報じた。同記事は、出場決定に至るまでにはNHKと所属レコード会社が協議を重ねており、出場決定の最大の理由はグループの知名度の上昇であったとしている。これに対し、ももいろクローバーZの所属事務所・スターダストプロモーションが内定に関して何も連絡を受けていないという旨を述べたことをRBB TODAYの記事が報じている。メンバーは出場歌手発表記者会見当日に、レギュラーを務める『青山ワンセグ開発』の収録と聞かされNHKに来ており、紅白出場に関して発表会見の直前まで知らされておらず、ドッキリで知ることとなった。なお、このドッキリの模様は『MUSIC JAPAN』（2012年12月23日放送）と『青山ワンセグ開発 紅白直前スペシャル』（同月24日深夜放送）の中で放送された。
- SKE48は、AKB48の姉妹グループであり、AKB48グループのメンバーとして過去に3回紅白にサポートで出演したことがあるが、1組の歌手として出場するのは今回が初となった。スポーツ報知の取材によると、10月19日の段階で出場が内定していた。記事によると複数の関係者がSKE48について「CDの売り上げや人気から考えると昨年、出場してもおかしくなかった。今年は文句なしで決まり」と話していた[62]。
- きゃりーぱみゅぱみゅに関しては、複数のスポーツ紙が2012年9月の段階から初出場候補として予想・期待されていることを報じていた[63][64][65]。後の日刊スポーツの記事は、楽曲「PONPONPON」や「つけまつける」が世界的に注目されたことや、東京都渋谷区長から「原宿カワイイ大使」に任命されるなどファッションリーダーとして活躍したこと、テレビ番組などにより日本全国的な知名度を得たことに触れ、「今年の日本音楽界を代表する1人だけに、初出場の可能性は限りなく高い」と述べているほか、毎年巨大な衣装によるパフォーマンスを行っていた小林幸子が候補者リストから消えた（小林については後述）としたことにも触れ「紅白では新・衣装女王としての期待も高い」「恒例の巨大衣装披露が難しくなった現状で、NHKもきゃりーの衣装を目玉の1つにしたいところだ」と番組側の意向にも言及している[66]。
- プリンセス プリンセスは、1989年に第40回への出場をスケジュールの都合により辞退しており、紅白への出場がないまま1996年に解散している。東日本大震災の復興支援のため2012年内限定で再結成し反響を呼んでおり、これが「最初で最後」の出場となった。2012年10月15日に出場内定を報じたスポーツニッポンの記事は、「再結成が紅白のテーマに合致していたし、人気・実力ともに健在で歌声も演奏もやはり魅力的だった。今年の目玉になると確信し、比較的早い段階でオファーをした」とするNHK関係者のコメントを紹介している[8]。
- YUIについては、スポニチアネックスが2012年10月2日に「出場確定」と報じている[67]。YUIはこの年の全国学校音楽コンクールにおいて、中学校の部の課題曲として「fight」を提供しており、後の日刊スポーツの記事ではこのことに触れ、「NHK内部でもYUIの出場を支持する声は多い」と言及している[68]。出場歌手発表前の11月19日、YUIは自身のサイトにおいて、2012年内をもって活動を休止することを発表した[68]。これにより、本紅白が活動休止前の最後のステージになる可能性があるということを複数のスポーツ紙が報じていた[68][69][70]。しかし、実際には本紅白終了後に放送されたTBS系列『CDTVスペシャル 年越しプレミアライブ 2012→2013』に出演しており、こちらが活動休止前の最後のステージとなった[71]。なお、歌唱曲は「fight」ではなく、「Good-bye days」であった（YUIは同時期他の年末音楽番組でも「fight」は披露しなかった）。
- YUKIは、自身がボーカルを務めたバンド・JUDY AND MARYとして過去2回出場したことがあるが、ソロでの出場は今回が初となった。サンケイスポーツの報道によると、出場発表前日の11月25日に「出場が濃厚になった」ことが判明した。同記事によると、NHKはYUKIの楽曲「プレゼント」をEテレ『めざせ!会社の星』のオープニングテーマに起用し、YUKIのソロ活動10周年を記念して2012年5月に行われた東京ドーム公演の模様を同年11月にBSプレミアムで放送するなどYUKIの活躍に注目していたが、決め手となったのはYUKIと親交の深い重量挙げ選手の三宅宏実が2012年のロンドンオリンピックで活躍したことであるという。NHKは2012年を象徴するオリンピックを演出に盛り込むためにメダリストを登場させる意向が強い、と同記事は推測しており（三宅は銀メダルを獲得している）、その上でYUKIと三宅の親交が「格好の素材」であると記している[72][73][注 12]。
- 関ジャニ∞は、デビューから8年が経過した2012年の本紅白で初出場となった。スポニチアネックスの記事は2012年11月22日に出場内定を報じた。NHK関係者によると、NHKは関ジャニ∞を「人気、実力を兼ね備えたグループ」「今年の目玉」として早くから出場のオファーをしていたという[74]。なお、出場が決まったジャニーズ事務所のアーティストは関ジャニ∞を含めて5組となり、ジャニーズ事務所からの出場数は紅白史上最多となった[75][注 13]。
- ゴールデンボンバーについては、サンケイスポーツの記事が2012年11月22日に「初出場する方向で話が進められている」「初出場が内定した」と報じた。ゴールデンボンバーはボーカルを除き楽器を持ちながら実際には演奏しない「エアバンド」であり、エアバンドが紅白に出場するのは史上初である。サンケイスポーツは、ゴールデンボンバーが奇抜なライブ・パフォーマンスで人気を獲得し、2012年1月にエアバンドとしては初となる単独での日本武道館公演を行ったことや多くの学園祭に呼ばれたことに触れた上で「紅組で初出場濃厚のももクロやきゃりーぱみゅぱみゅに対抗する白組の“新興勢力”となりそうだ」と言及した[76][77]。2012年11月26日、実際に初出場が決定したが、同日行われた出場歌手発表記者会見において、メンバーの樽美酒研二が「おちんちん」と下ネタ発言をした[78]。紅白において、下ネタは容認されないものであり、DJ OZMAは第57回（2006年）の放送で裸体の描かれたボディースーツを着てパフォーマンスを行い、抗議が殺到したことを受けてNHKに出入り禁止になったという事例がある[78][79]。ゴールデンボンバーの発言はDJ OZMAのパフォーマンスのように生放送でなされたものではなく、紅白歌合戦のチーフプロデューサー・原田秀樹はこれを理由に発言を容認したが「発言にはくれぐれも気をつけて欲しい」とグループに警告した[78]。NHK側はグループへの注意を「イエローカード」であるとしている[79]。その後、樽美酒は12月29日に行われたリハーサル後の会見において、「本番では、でかいちんちんを見せます」と再度下ネタ発言していたが[80]、出場停止に至ることはなかった。
- 斉藤和義については、日刊スポーツの記事によると2012年11月22日までに出場が内定していた。関係者によると、斉藤にオファーが届いたのは、音楽性が高くかつ全国的な知名度を獲得したためであり、知名度と人気の獲得につながったのは本紅白の前年に放送された日本テレビ系ドラマ『家政婦のミタ』の主題歌「やさしくなりたい」のヒットである。斉藤が出場を決意した理由について日刊スポーツは、本紅白歌合戦の翌年が斉藤のデビュー20周年となる年であることから「曲提供も多く、アーティスト志向も強いが、メモリアルイヤーに弾みもつくことなどから、出場を決意したようだ」と記している[81]。
- 三代目J Soul Brothersについては、スポーツ報知の記事によると出場発表前日である11月25日に出場内定が判明した[82]。
- ナオト・インティライミについては、スポニチアネックスの記事が2012年10月の段階で「出場を望む声が上がっている」と報じていた[67]。ナオトは第59回（2008年）において、自身と親交のあるMr.Childrenが「GIFT」を歌唱した際にコーラスとギターで参加したことがあり、2度目の紅白出演となった。1人の歌手として出場したのは本紅白が初である[83]。
- 美輪明宏は、デビュー61年目の最長記録での初出場となった[84]。また、77歳という年齢は紅白初出場としては最高齢となる[85]。美輪は「ヨイトマケの唄」がヒットしていた約50年前にも紅白出演のオファーがあったが、当時は歌手1人あたりの歌唱時間が2分半から3分とされていたため6分ある「ヨイトマケの唄」をフルコーラスで歌唱することができず、「お聞きになりたいと期待されている方を裏切ることになるので」という理由で出場を辞退していた。しかし、離島の人々などから美輪の出場を楽しみにしているという話を聞いており、「出なきゃいけないのかなとは思ってはいたんです」と語っている。出場のきっかけとなったのは、NHKの音楽番組『SONGS』への出演であった。美輪は出演した多くの番組の中で、同番組のスタッフを「センスが素晴らしく、信用していた」という。その後美輪が大阪で開いたコンサートにおいて、このスタッフが美輪の楽屋を訪問した。その際、美輪が「（同スタッフが）紅白をやるようになったらお祝いで出てあげるわ」と話したことで、美輪が紅白に「出る意思があるらしい」とNHKへ伝わり、出場が決定した[86]。歌唱曲について、本人は過去に何度も上演して定番になっている「愛の讃歌」を希望していたが、同曲と「ヨイトマケの唄」で取捨選択の上[87]「ヨイトマケの唄」に決まった。美輪は週刊朝日（2014年9月5日号）誌上での林真理子との対談において、今回の出演にあたってスタッフに「トリは絶対困ります」と述べていたことを明かした（トリが歌った後に他の出場歌手が大勢賑やかに登場するため、歌の印象が吹き飛んでしまうことを危惧したためとし、合わせて「最後から3番目か4番目にして頂けないか」と要請し望み通りになったと話す）[88]。

返り咲き出場を果たしたのは6組。紅組は香西かおり、中島美嘉、由紀さおりの3組、白組はHY、コブクロ、舘ひろしの3組である。
- 香西かおりは、第58回（2007年）以来5年ぶりの返り咲き出場となった[89]。香西は2008年以降落選が続いていたが、この年「酒のやど」が5万枚超の売上を記録して再ブレイクを果たしており、日刊スポーツの記事によると、後述の小林幸子とは対照的な香西や由紀さおりの「勢い」をNHKが重視していたという[90]。ZAKZAKの記事においても、あるプロダクション幹部が香西について由紀さおりとともに「当確でしょう」と言及している[91]。
- 中島美嘉は、第60回以来3年ぶりの返り咲き出場となった[89]。
- 由紀さおりは、紅白に単独で出場するのは紅組トリを務めた第43回（1992年）以来20年ぶり、姉である安田祥子とともに出演した分を含めると第52回（2001年）以来11年ぶりの出場となった[92]。スポニチアネックスの記事によると、返り咲き出場のきっかけとなったのは、2011年10月に発売されたアメリカ合衆国の楽団ピンク・マルティーニとのコラボレーションアルバム『1969』が世界的に高評価を受けたことであった。ピンク・マルティーニはアメリカ・オレゴン州ポートランドで2012年12月31日夜（現地時間）にコンサートを実施する予定が入っていたため、紅白の放送時間に日本に来ることは不可能であったが、NHKは両者の共演を希望し、関係者によると紅白歌合戦のチーフプロデューサーである原田秀樹が渡米してアメリカからの生中継による共演を交渉したという[93]。
- HYは、第61回以来2年ぶりの返り咲き出場となった[94]。
- コブクロはHYと同じく第61回以来2年ぶりの出場となった。コブクロは2011年8月末から発声不調が原因で活動を休止しており、この年9月9日より活動を再開していた[95]。
- 舘ひろしは第35回（1984年）以来の28年ぶりの出場となった。舘はこの年下期の連続テレビ小説『純と愛』に出演したほか、石原裕次郎の楽曲のカバーアルバム『HIROSHI TACHI sings YUJIRO』をこの年の9月にリリースしている。紅白歌合戦のチーフプロデューサーである原田秀樹は、舘の出場理由について「若い世代の中では、ダンディーな俳優さんというイメージしかない方もたくさんいると思いますが、そういった方にも新鮮に裕次郎さんの魅力的な楽曲の世界を聞かせていただけるのではと思って、オファーしました」と述べている[96]。

今回のポップス歌手を増加し演歌歌手を減らした選考について、放送評論家の松尾羊一は「若者シフトをする一番の狙いは受信料です。今の高齢者は払ってくれているが、年齢的な問題で何年続くか分からない。経営を考えれば、支持率の低い若い世代に払ってもらう必要がある。若者を意識した人選は、その布石でしょう。でも、その発想自体が既に古い。ネットの世界では好きな歌手の映像がいつでも見られます。ニコニコ動画やYouTubeでも生の映像が入ってくる。テレビが家にない子や新聞を取らない子が増えているように、テレビで歌を聴けなくても困らない時代。だから、無理に若者の関心を引っ張ろうとしているNHKの考え方や演出は、若者からすればダサいんです。テレビ局がいくら若作りをしても、作っている人の感覚が古ければ、若者は追っかけてくれません」と分析・指摘している。

#### 不選出
- 前回まで33回連続で出場していた小林幸子はこの年、一連の“お家騒動”があったことから兼ねてより『週刊文春』2012年8月2日号などのメディアに落選が濃厚であると報じられており、実際に落選した。さらに10月17日発売の「茨の木」の売り上げ不振の影響から「出場の可能性消滅」との記事も踊っていた[98]。一方、出場となる可能性があるとの報道も複数あった（次述の通り、K-POP勢排他が濃厚となっていたこともあり、これらの代わりとして小林が出場するとも言われた）[99][100]。制作陣の古谷太郎は小林の落選に「事務所のトラブルは事務所のトラブル」と強調し「世論の支持、今年の活躍、企画と演出の中で総合的に判断した」と話した一方、「強いて言えば、新曲の発売が遅れたことが影響したかもしれない」とも述べた。小林は落選にも元気な姿勢を見せているほか、本紅白の裏番組へ出演する可能性も取り沙汰された。その他、小林は本紅白出場に向け豪華衣装を制作していた（今後の自身の公演で“幻の衣装”として披露する意向を示し、実際に披露した）。また、世論でも「小林の落選を納得できる」とする声が多い[101]。
- K-POP勢については、前回3組選出されたのに対し1組の選出もされなかった。不選出の理由について番組側は「強いて言えば、いろんな調査を行っている中、数値が昨年よりは下がっているなということはありました」と人気の陰りが不選出の要因であるとした（竹島問題による日韓関係の悪化の影響は否定）[102]。放送総局長の石田研一は10月24日、定例会見でK-POP勢の出場について「政治と文化は別」としてこの時点でこれらを排他にしない意向を示していた[103]。出場歌手発表前の各メディアの報道ではK-POP勢は一切選出されないとのものや枠削減の可能性があるとのものが多かったほか、NHK関係者は『東京スポーツ』の取材に「未だ火種がくすぶる中で、下手に韓国歌手を出したら、局にクレームが殺到することは確実。そうなれば受信料の不払いにも繋がりかねない」と語った[104]。またこの年の民放各局の年末音楽番組でもK-POP勢の出演は一切なかった[105]。日本では番組側のこの対応を支持する声が多い[106]。韓国ではこの結果に世論・メディアで批判が続出したほか[107]、イギリスの『ガーディアン』も「韓国の芸能事務所には悲報」とこの件を取り上げた[108]。一方、落選したK-POP勢からも「韓国でも大晦日に『MBC歌謡大祭典』（MBC）という生放送の歌謡イベントがある中、そちらに出ずに日本の番組に出演すると『どうして日本ばかり向いているんだ』『売国奴』と韓国のファンが激怒する」ということがあるため、内心ではこの落選に安堵しているとも言われている[109]。
- 前回まで14回連続出場していた川中美幸は落選。週刊ポストは「前年（下期）の連続テレビ小説『てっぱん』にも出演してNHKへの貢献度も高かったし、新曲もそれなりに売れていたので、本人にとって寝耳に水だった」と報じ、さらに「『まさか朝ドラに出た次の年にこんな仕打ちを受けるなんて』と本人は愚痴をこぼしまくっている」という芸能プロ関係者の話を掲載した[110]。
- 前回出場した西田敏行は正規の出場歌手には非選出ながら、応援・企画枠でゲスト出演した。
- 前回出場しこの年デビュー40周年を迎えた松任谷由実は年初頭の段階で今回の出場の可能性を否定していた[111]。
- DREAMS COME TRUEは12月31日にマリンメッセ福岡で開催するカウントダウンライブを優先するため辞退（番組側からは中継出演を打診されるも断った）[112]。
- 『日刊スポーツ』が同年11月23日付でMISIAの出場内定を報じたが、正式出場歌手としては非選出となった。しかし上述の通り12月14日に紅組特別歌手として出演することが発表された。
- 2012年12月発売の女性自身は「小田和正、小泉今日子（この年デビュー30周年。2013年上期の連続テレビ小説『あまちゃん』にヒロインの母親役で出演。今回は出場を辞退したが、翌年の第64回はゲスト歌手として出演）、山下達郎、B'z、井上陽水へ打診するもNGだったみたいです」との番組関係者の話を掲載した。
- 実際選出者とは別に上述のMISIAや矢沢永吉に加えて桑田佳祐[113]やキャロル（矢沢がボーカルを務めるバンド）[114]の特別ゲスト出演の可能性も各メディアで報じられていた。

前回の出場歌手の中より、不選出となったのは計23組（紅：12、白：11）。
- 紅組：芦田愛菜、アンジェラ・アキ、KARA、川中美幸、神田沙也加、小林幸子、椎名林檎、少女時代、夏川りみ、平原綾香、松田聖子、松任谷由実
- 白組：秋川雅史、猪苗代湖ズ、鈴木福、千昌夫、東方神起、長渕剛、西田敏行[注 14]、平井堅、flumpool、ゆず、L'Arc〜en〜Ciel

### その他
- 森進一は史上初の45年連続出場を達成した。
- 和田アキ子は今回の出場で女性歌手の最多出場となり、また紅組歌手としての出場数も島倉千代子と並び最多となった。アサヒ芸能の『アサ芸プラス』で「見たくない紅白出場歌手ランキング」で、「大物ぶって鼻につく」「見飽きた感が絶大」などの理由で1位と不名誉な結果となった[115]。
- 石川さゆりも紅組歌手の最多出場記録に並んだ。
- SMAPはグループで史上初の20回出場を達成。
- AKB48については、この年8月にグループを卒業した前田敦子が本紅白限定でグループ復帰する計画があったとされるが[116]、実現しなかった。
- NYCの連続出場決定について、『日刊サイゾー』はネット上で「一般的知名度が欠ける彼らの出場を疑問する声が毎年上がっている」ことを紹介した上、「本来ならKAT-TUNやKinKi Kids、NEWSを脱退した山下智久など、NYCより格上のアーティストが出るべき。レコード会社同士の兼ね合いなどいろいろな事情があるが、最も大きな理由は、NYCの中山優馬が同事務所社長であるジャニー喜多川に気にいられているため」というのが出場の要因であるとの芸能ライターの話を掲載した[117]。ネット調査でも「（NYCの出場を）理解できない」とする声が多いことが判明している[117]。
- AKB48とSKE48の両方に属している北原里英（当時）、松井珠理奈、石田安奈や、EXILEと三代目J Soul Brothersの両方に属しているNAOTOとNAOKI（現：小林直己）は1つの回に2度出場することとなった。
- 初出場以来4年連続出場を果たしたFUNKY MONKEY BABYSは、2013年に東京ドームでのラストライブを以って解散することを発表していたため、これが最後の出場となっている。
- 8年連続出場（初出場以来）の倖田來未、4年連続出場（初出場以来）のNYC、2年連続出場（通算6回）の絢香、並びに返り咲き出場を果たした中島美嘉は翌年落選し、今回で出場が途絶えた。第65回（2014年）、第67回（2016年）で復帰した絢香を除き今回が最後の出場となっている。

### 曲順を巡って
浜崎あゆみが5年連続で紅組トップバッターを担当。これはトップバッターの連続担当の最長記録である。
紅組トリにいきものがかり（5年連続出場達成）、白組トリおよび大トリに3年連続でSMAPが起用された。
- いきものがかりはロンドンオリンピック・パラリンピックのNHK中継テーマソング「風が吹いている」を担当したこともあって、同曲で自身初の紅組トリを務めた。『スポーツニッポン』は12月19日付でいきものがかりが紅組トリを務めることが浮上していると報じた[118]。『日刊スポーツ』は7分44秒に及ぶ同曲をフルコーラス歌唱するかどうかということにも言及した[119]（実際はフルコーラスではなかった）。
- SMAPは3年連続で白組トリおよび大トリを務めた。3年連続トリは白組歌手最多タイ[120]であるほか、3年連続大トリは白組歌手では史上初[121]。『スポーツ報知』と『スポーツニッポン』、『日刊スポーツ』が12月19日付で揃って白組トリを務めると報じた（『スポーツ報知』では大トリで決定としていた）。
- なお、『日刊スポーツ』は曲順発表前に「いきものがかりが紅組トリおよび大トリ、SMAPが白組トリを務めることで決定」と報じていた[119]。

実際選出者以外でトリ候補と各メディアで報じられた者について、紅組では由紀さおり、前回担当者且つ35回出場を果たした石川さゆり、和田アキ子、白組ではこの年デビュー50周年を迎えた北島三郎がいる。
トリから2番目を石川と北島、トリをいきものがかりとSMAPとした今回の最終盤について、『J-CASTニュース』の編集部は「4人（組）でトリということですよ。石川と北島の大トリ・トリでは古い印象になってしまうし、かといって、いきものとジャニーズ系で大トリ・トリでは演歌ファンや年寄りは納得しない。ダブル大トリ・トリと考えてくれということですよ。これなら、それぞれの芸能事務所も納得しますしね…」と分析している。

## 司会者
- 紅組：堀北真希（この年上期の連続テレビ小説『梅ちゃん先生』のヒロイン・下村（安岡）梅子役）[126]
- 白組：嵐（大野智、櫻井翔、相葉雅紀、二宮和也、松本潤）
- 総合：有働由美子（東京アナウンス室）

堀北への紅組司会のオファーはこの年9月上旬、『梅ちゃん先生』の撮影が一段落した時期に出し、快諾されたという。原田秀樹によると、司会者のキャスティングは共に「ドラフト1位」だった。『梅ちゃん先生』での演技が支持されたことと、『思い出のメロディー』に出演した時の「堂々とした振る舞い」が選出理由と説明されている。
嵐が3年連続で白組司会を務める。嵐は歌手活動、ソロ活動のほか「震災復興支援に力を入れている」ということでも評価された。
有働は第52回 - 第54回（2003年）に紅組司会を担当、総合司会起用は初めて。これまで各メディアで総合司会への起用が取り沙汰されていたが、今回起用された理由は「NHKの顔の1人だから」という。日刊スポーツではこの起用について「『あさイチ』の歯切れのいいコメントと視聴者の人気の高さも再評価された形」としている。
司会者が正式発表される前から、スポーツニッポンでは段階から堀北と嵐の両軍司会が「有力視される」と報じ、SMAPも白組司会の候補のうちであるということにも言及していたが、司会発表前日には堀北と嵐で「確定的」と記していた。また、女性自身や東京スポーツでも、堀北と嵐の起用が有力であるとしていた。各メディアが上げた候補者としては、紅組では前田敦子（日刊ゲンダイ）、白組では市川猿之助（日刊ゲンダイ）、SMAP・中居正広（東京スポーツ）、V6（サイゾーウーマン）。なお、猿之助についてはこの年の『思い出のメロディー』の司会を務めており、同番組の収録の際に本紅白への出演を辞退する意向を示していた。その他、9月下旬に東京スポーツがSMAPと嵐が共同で司会を担当する可能性があるとも報じていた。

## 審査員
- ゲスト審査員（別記）
- 会場審査員（NHKホールの観客全員）
- デジタルTV審査員（総合テレビジョンの視聴者 無制限）
- ケータイ審査員（携帯電話による審査 定員あり）
- ワンセグ審査員（ワンセグ搭載型の携帯電話による審査 無制限）
- スマートフォン審査員（スマートフォンによる審査 定員あり）

## ゲスト出演者

### ゲスト審査員
- 綾瀬はるか（女優）：翌年の大河ドラマ『八重の桜』の主人公・新島八重役。
- 尾木直樹（法政大学教授・教育評論家）：多数のメディアに出演し「尾木ママ」の愛称でも親しまれている。
- 澤穂希（サッカー選手）：この年のFIFA女子最優秀選手賞を受賞。2012年ロンドンオリンピックサッカー女子銀メダル。
- 中村勘九郎（歌舞伎俳優）：この年六代目 中村勘九郎を襲名[注 15]。
- 樹木希林（女優）：出演映画『わが母の記』がモントリオール世界映画祭審査員特別グランプリを受賞。
- 桂文枝（落語家）：この年六代 桂文枝を襲名。
- 吉田沙保里（レスリング選手）：2012年ロンドンオリンピックレスリング女子55kgで3大会連続金メダル。国民栄誉賞も受賞。
- 入江陵介（水泳選手）：ロンドンオリンピック競泳男子200m背泳ぎ銀メダル。
- 菅野よう子（作曲家）：NHK東日本大震災復興支援ソング「花は咲く」を作曲。
- 日馬富士公平（大相撲・横綱）この年の大相撲秋場所で優勝し、横綱に昇進。

### 企画ゲスト
- Snow Man：NYCのサポート。向井康二、ラウール以外のメンバーが出演。
- Travis Japan、Love-tune、HiHi Jets：同上。メンバー全員が登場したわけではない。
- 岸優太、神宮寺勇太、岩橋玄樹、原嘉孝：当時ジャニーズJr.、同上。
- 鈴木聡美：2012年ロンドンオリンピック競泳女子200m平泳ぎ銀メダル。水樹奈々といきものがかりの曲紹介。
- ミッキーマウス、ドナルドダック、チップとデール、デイジーダック、ミニーマウス、クラリス、グーフィー、プルート：ディズニーキャラクター。「歌で 会いたい。 特別企画 ドリームステージ」のバックダンサー。ミッキーマウスは前半にドラムの生演奏を披露した。
- ピノキオ、ジミニー・クリケット：ディズニー映画『ピノキオ』のキャラクター。同上。
- リロ、スティッチ：ディズニー映画『リロ・アンド・スティッチ』のキャラクター。同上。
- 7人の小人：ディズニー映画『白雪姫』のキャラクター。同上。
- ファイファー・ピッグ、フィドラー・ピッグ、プラクティカル・ピッグ：ディズニー映画『三匹の子ぶた』のキャラクター。同上。
- とんすけ、ミスバニー：ディズニー映画『バンビ』のキャラクター。同上。
- ブレア・ラビット、ブレア・フォックス、ブレア・ベア：ディズニー映画『南部の唄』、それを元にしたアトラクション「スプラッシュ・マウンテン」のキャラクター。同上。
- 夏菜：この年下期の連続テレビ小説『純と愛』のヒロイン・狩野（待田）純役。HYの曲紹介[143]。
- 風間俊介：『純と愛』のヒロインの夫・待田愛役。同上。
- 鈴木奈々：水森かおりの曲紹介および中間審査。
- 栗原類：同上。
- 石川佳純：2012年ロンドンオリンピック卓球女子団体銀メダル。倖田來未といきものがかりの曲紹介[144]。
- 松本薫：2012年ロンドンオリンピック柔道女子57kg級金メダル。西野カナといきものがかりの曲紹介。
- スギちゃん：伍代夏子の曲紹介[145][146]および中間審査。
- 西田敏行：歌で 会いたい。特別企画 堀北真希プレゼンツ 東日本大震災復興支援ソング「花は咲く」および氷川きよしと坂本冬美の曲紹介。
- 中村雅俊：歌で 会いたい。特別企画 堀北真希プレゼンツ 東日本大震災復興支援ソング「花は咲く」。
- サンドウィッチマン：同上。
- 荒川静香：同上。
- 森公美子：同上。
- 市川猿之助：Perfumeの曲前および福山雅治の曲紹介で襲名披露口上を行い、宙乗りを披露[147]。
- 市川中車（香川照之）：同上。
- ミッツ・マングローブ：郷ひろみの曲紹介。
- クリス松村：同上。
- コロッケ[146]：五木ひろしの曲紹介。
- 日野原重明（聖路加国際病院理事長・医学博士[148]）：歌で 会いたい。 特別企画 ニッポンの嵐「ふるさと」、VTR出演。櫻井が取材を担当。
- 坂東玉三郎（歌舞伎俳優）：同上、VTR出演。松本が取材を担当。
- 山田洋次（映画監督）：同上、VTR出演。二宮が取材を担当。
- 草間彌生（芸術家）：同上、VTR出演。大野が取材を担当。
- 星出彰彦（宇宙飛行士）：同上、VTR出演。相葉が取材を担当。
- 高橋克実：『梅ちゃん先生』のヒロインの父・下村建造役。徳永英明の曲紹介[149]。
- 南果歩：『梅ちゃん先生』のヒロインの母・下村芳子役。同上。
- 松坂桃李：『梅ちゃん先生』のヒロインの夫・安岡信郎役。同上。

### 演奏ゲスト
- 辻井伸行：歌で 会いたい。特別企画 堀北真希プレゼンツ 東日本大震災復興支援ソング「花は咲く」でピアノ伴奏[150]。
- ピンク・マルティーニ：由紀さおりの伴奏[151]。
- 山本恭司：矢沢永吉のバンドメンバーとして。
- 平尾昌晃：エンディング「蛍の光」で指揮担当[152]。

### その他の番組担当者
- ラジオ中継：青井実、橋本奈穂子（いずれも東京アナウンス室）
- テレビ放送副音声『紅白ウラトーク』：テリー伊藤（紅白応援隊メンバー）、小松宏司（東京アナウンス室）
- アメリカ合衆国・ポートランド・アーリン・シュニッツァー・コンサート・ホール（由紀さおり）中継：久保田祐佳（東京アナウンス室）[151]

## 放送メディア
国内向け放送
- 総合テレビジョン
- ラジオ第1放送

国際放送「NHKワールド」
- NHKワールド・プレミアム（衛星テレビ・モノラル放送）
- NHKワールド・ラジオ日本（ラジオ第1放送と同内容をサイマル放送） 
  - 短波放送（東南アジア・アジア大陸向けのみ）
  - 衛星ラジオ（全世界向け）

## パブリックビューイング
今回は以下の箇所において、スーパーハイビジョンを用いたパブリックビューイングが開催された。
- 東京タワー（東京都港区）
- NHK横浜放送局（神奈川県横浜市中区）

## 視聴率
平均視聴率は関東地区で第1部が33.2%、第2部が42.5%だった。第2部は5年連続の40%越えで年間視聴率でトップに立ったが、第1部は前回を下回った。歌手別視聴率の1位はSMAPの49.4%、瞬間最高視聴率は結果発表前の50.8%だった。